# 한-아세안 연대구상
한-아세안 연대구상(Korea-ASEAN Solidarity Initiative, KASI)은 대한민국 외교부가 2023년 4월 발표한 대(對)아세안 정책으로, 인도-태평양 전략을 기본 배경으로 한다.

## 주요 내용
KASI는 2022년 11월 11일, 제23차 한-아세안 정상회의에서 윤석열 대통령이 한국판 인도-태평양 전략과 함께 제시한 아세안 특화 협력 정책으로, 2022년 12월 외교부가 발표한 한국판 인도-태평양 전략의 3대 비전인 자유·평화·번영을 연계한 8대 중점 추진 과제로 구성되어 있다.
1. 한-아세안 관계 격상 및 아세안 회원국과의 관계 강화
2. 아세안 주도 메커니즘 내 한-아세안 협력 제고
3. 한-아세안 포괄안보 협력 확대
4. 한-아세안 전략적 공조 활성화
5. 한-아세안 공동 번영과 발전을 위한 미래 분야 협력 확대
6. 지역적·국제적 도전과제 대응을 위한 한-아세안 협력
7. 미래 번영을 이끄는 차세대 교류 증진
8. 아세안 관련 협력기금 등 각종 협력재원 확충

## 영향

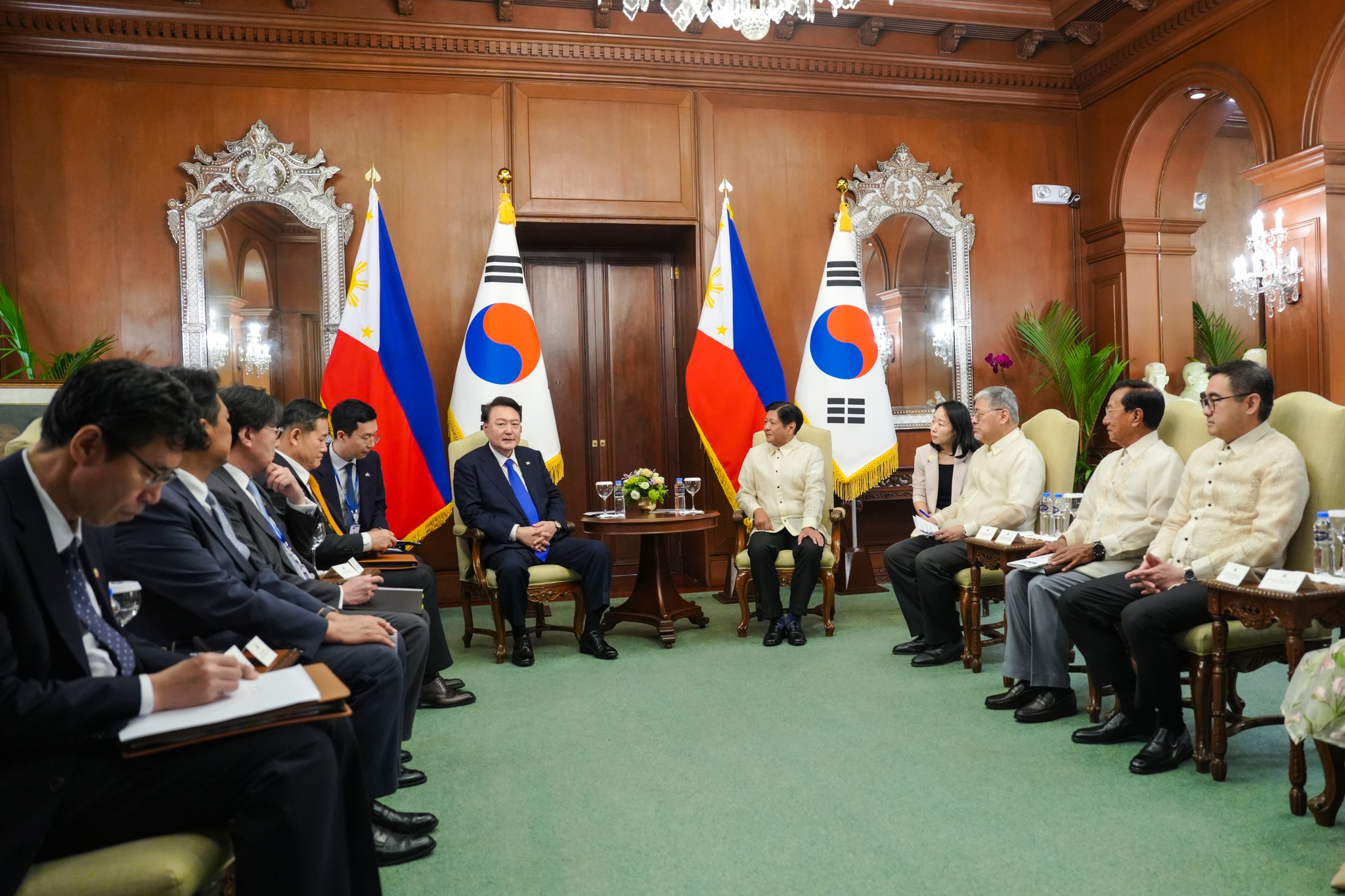
필리핀을 방문한 윤 대통령 (2024년 10월 7일)

2023년 5월 1일부터 2일까지, 박진 외교부 장관은 한·말레이시아 동방정책(1980년대 마하티르 빈 모하맛 전 말레이시아 총리가 대한민국과 일본을 배우자는 취지로 추진한 정책)의 40주년을 기념하여 말레이시아를 방문하였다. 박 장관은 '한국·말레이시아, 미래를 향한 파트너'라는 주제로 열린 말라야 대학교 특강에서 KASI를 통하여 실질적·전략적 협력을 한층 강화해 나가겠다고 밝혔다.
2024년 10월, 윤 대통령의 필리핀 싱가포르 라오스 등 동남아시아 3개국 순방을 계기로 이들 지역과의 관계를 격상시켰다. 필리핀과는 '전략적동반자관계'를 수립하였고, 싱가포르와는 내년 '전략적동반자관계'를 수립하기로 합의하였다. 라오스 수도 비엔티안에서 개최된 아세안 정상회의 참석을 계기로 아세안과는 포괄적전략적동반자관계(CSP)로 관계를 최고 수준으로 격상하였다. 이로써 대한민국은 미국, 중국, 일본, 인도, 오스트레일리아에 이어 여섯 번째로 아세안과 CSP 관계를 맺은 국가가 되었다. 이후 산업통상자원부는 KASI의 경제 분야 후속 조치로, 아세안과의 경제·통상 정책 협력 플랫폼을 출범시키기로 하였다.

## 같이 보기
- 윤석열 정부의 외교 정책
- 한국판 인도-태평양 전략 (대한민국의 인도 태평양 전략)
- 자유롭고 열린 인도 태평양 (일본의 인도 태평양 전략)